# San Benedetto Belbo
San Benedetto Belbo (en français Saint-Benoît) est une commune italienne de la province de Coni, dans la région Piémont.

## Administration
| Période                                  | Période | Identité | Étiquette | Qualité |
| ---------------------------------------- | ------- | -------- | --------- | ------- |
|                                          |         |          |           |         |
| Les données manquantes sont à compléter. |         |          |           |         |

### Communes limitrophes
Bossolasco, Mombarcaro, Murazzano, Niella Belbo

## Personnalités liées à la commune
- Silvano Prandi (1947), joueur puis entraîneur de volley-ball.